# ليبيا للطيران
ليبيا للطيران هي أول شركة طيران خاصه تتخذ من بنغازي ليبيا مقرا لها، تأسست في العام 1996. تسير رحلات شارتر "charter" بين حقول النفط إضافة لعدد من الرحلات المجدولة سلفا. مقرها الرئيسي هو مطار بنينة الدولي في بنغازي.

## الأسطول

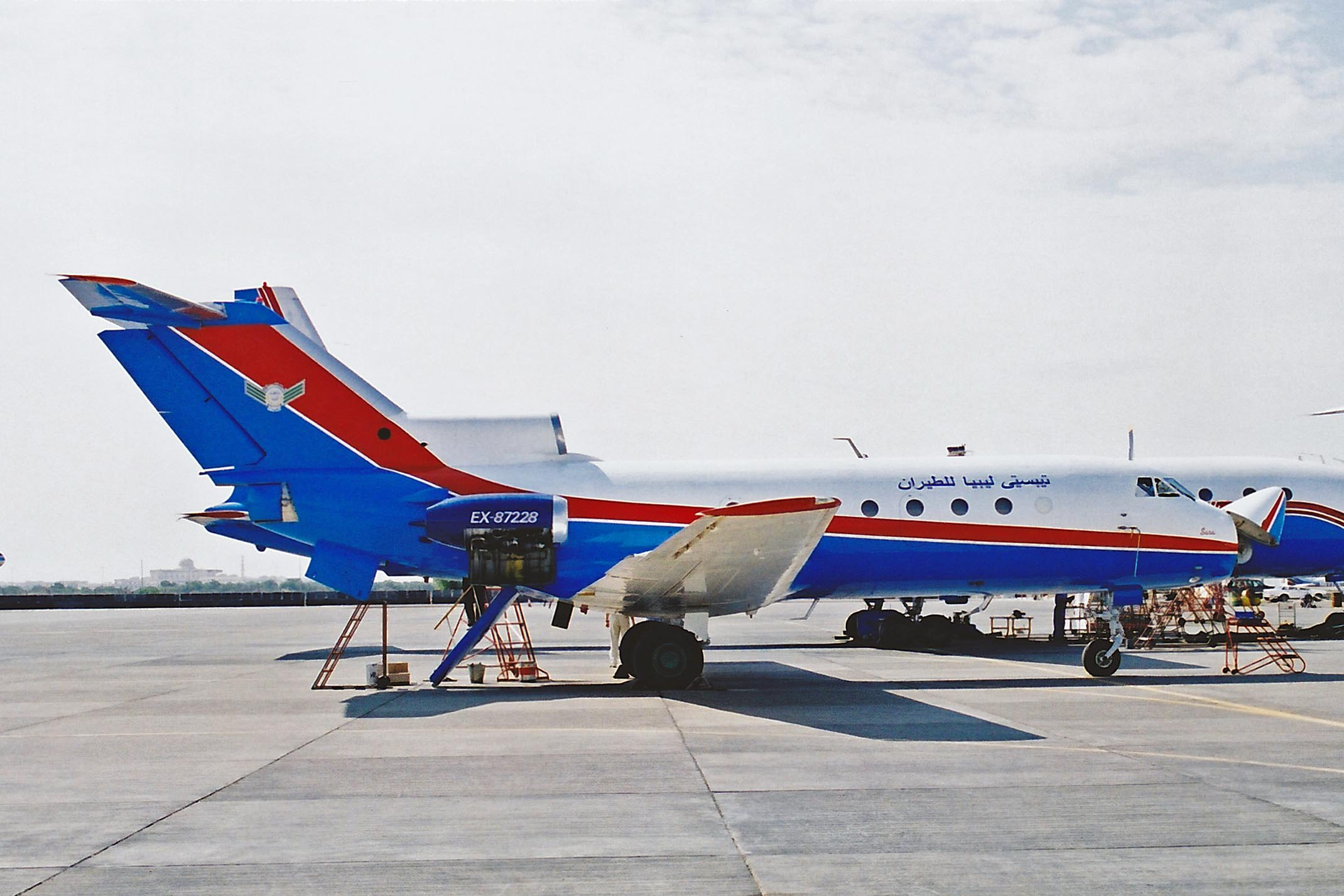
«تيبستي ليبيا للطيران»

أسطول ليبيا للطيران احتوى على الطائرات التالية بحلول 6 ديسمبر 2008
- 2 بي آ إي 146 "BAe 146"
- 1 بوينغ 737 - 200

## تحت الطلب
- 5 إمبراير 120 "Embraer 120"
- 2 إيليوشين 2-96 "Ilyushin Il-96"
- 1 Avro Rj 100